# Raión de Víselki
El raión de Víselki (del ruso: Выселковский район) es uno de los treinta y siete raiones en los que se divide el krai de Krasnodar, en Rusia. Está situado en la zona central del krai. Limita al sur con el raión de Ust-Labinsk, al oeste con el raión de Korenovsk, al norte con el raión de Pávlovskaya, al este con el raión de Tijoretsk y al sureste con el raión de Tbilískaya. Tenía 60 825 habitantes en 2010 y tiene una superficie de 1 740 km². Su centro administrativo es Víselki.
El relieve del raión es llano y está enclavado en las tierras bajas de Kubán-Azov. Está regado por el río Beisug y sus afluentes.

## Historia
El raión fue establecido el 31 de diciembre de 1934 en el krai de Azov-Mar Negro como resultado de la descentralización del raión de Korenovsk. Inicialmente estaba compuesto por ocho selsoviets: Anapski, Beisugski, Beisuzhokski, Berezánski, Buzinovski, Víselkovski, Zhúravski y Kazache-Malióvani. El 13 de septiembre de 1937 pasó al krai de Krasnodar.
El 22 de agosto de 1953 pasó a formar parte del distrito el territorio del anulado raión de Grazhdanski. Entre el 1 de febrero de 1963 y el 30 de diciembre de 1966 el raión fue disuelto y su territorio dividido entre el raión de Tijoretsk y el de Ust-Labinsk. Los selsoviets Zhuravski y Novoberezanski pasaron a depender del raión de Korenovsk.
En 1993 se disolvieron los selsoviets y en 2005 se decidió la división en 10 municipios.

## Demografía

### Evolución demográfica
| Año  | Población |
| ---- | --------- |
| 1959 | 74 277    |
| 1970 | 64 292    |
| 1979 | 59 718    |
| 1989 | 59 436    |
| 2002 | 60 239    |
| 2009 | 60 626    |

### Nacionalidades
El 92 % de la población del raión se declaraba de etnia rusa, el 3 % de etnia ucraniana y el 1.5 % de etnia armenia, entre otros.

## División administrativa
El raión está dividido en 10 municipios rurales, que engloban 25 localidades.
| Municipios de tipo rural          | Poblaciones* |
| --------------------------------- | --- |
| Municipio urbano Beisugskoye      | - posiólok Beisug - stanitsa Aleksandronévskaya - stanitsa Novodonétskaya                                               |
| Municipio rural Beisuzhokskoye    | - jútor Beisuzhok Vtorói                                                                                                |
| Municipio rural Berezanskoye      | - stanitsa Berezánskaya - posiólok Zarechni - seló Zariá                                                                |
| Municipio rural Buzinovskoye      | - stanitsa Buzinovskaya                                                                                                 |
| Municipio rural Víselkovskoye     | - stanitsa Víselki - jútor Inogorodne-Malióvani - seló Pervomáiskoye                                                    |
| Municipio rural Gazyrskoye        | - posiólok Gazyr - posiólok Sovetski - posiólok Oktiabrski - posiólok Grazhdanski - posiólok Otvazhni - posiólok Krasni |
| Municipio rural Irkliyevskoye     | - stanitsa Irklíyevskaya - stanitsa Bálkovskaya - jútor Pamiat Lénina                                                   |
| Municipio rural Krupskoye         | - stanitsa Krupskaya - posiólok Pervomaiski                                                                             |
| Municipio rural Novobeisugskoye   | - stanitsa Novobeisúgskaya                                                                                              |
| Municipio rural Novomalorosiskoye | - stanitsa Novomalorósiskaya - stanitsa Novograzhdanskaya                                                               |

*Los centros administrativos están resaltados en negrita.

## Economía y transporte
Las principales actividades económicas del raión son la agricultura y la transformación industrial de sus productos.
La línea ferroviaria Krasnodar-Tijoretsk-Salsk pasa de suroeste a nordeste del raión. La carretera federal M4 Don Moscú-Novorosíisk pasa por el nordeste.

## Personalidades
- Mijaíl Danguireyev (1977-2000), Héroe de la Federación Rusa-